# Stenomesius ceramidiae
Stenomesius ceramidiae är en stekelart som beskrevs av Boucek 1962. Stenomesius ceramidiae ingår i släktet Stenomesius och familjen finglanssteklar.
Artens utbredningsområde är:
- Costa Rica.
- Ecuador.
- Honduras.
- Panama.

Inga underarter finns listade i Catalogue of Life.